# Stazione di Ōkubo
La Stazione di Ōkubo (大久保駅?, Ōkubo-eki) è una stazione ferroviaria di Tokyo che serve la linea Chūō-Sōbu. La stazione è gestita dalla JR East.

## Linee

### Treni
- East Japan Railway Company
  - ■ Linea Chūō-Sōbu